# Pleurodeles
Pleurodeles é um género de salamandra da família Salamandridae.

## Espécies
- Pleurodeles nebulosus (Guichenot, 1850)
- Pleurodeles poireti (Gervais, 1835)
- Pleurodeles waltl Michahelles, 1830 - Salamandra-de-costelas-salientes